# Juan Camilo Saiz
Juan Camilo Saiz Ortegón (El Espinal, Tolima, Colombia, 1 de marzo de 1992) es un futbolista colombiano que juega como defensa, su equipo actual es el Sportivo 2 de Mayo de la Primera División de Paraguay.

## Trayectoria
Ha desarrollado su carrera futbolística en Colombia, Argentina y Paraguay. Debutó en el Envigado FC en 2009 y estuvo hasta 2010. Tuvo su primera experiencia internacional en la segunda mitad de 2010 cuando fichó por el club Argentinos Juniors de la Superliga Argentina, no fue duradera su estadía en territorio argentino puesto que para 2011 regresó al Envigado FC.
Estuvo en el Envigado FC. hasta mediados de 2015, allí disputó un total de 73 partidos y anotó un gol. 
Para la segunda mitad de 2015 es fichado por el Independiente Medellín, uno de los clubes más tradicionales del fútbol colombiano. Su inicio no fue fácil, sin embargo, en 2016 logró afianzarse como titular y se coronó campeón con el equipo rojo de la Primera División de Colombia venciendo en la final al Junior por global de 3 a 1. En el Independiente Medellín estuvo hasta mediados de 2017.
Para la segunda mitad de 2017, partió hacia Argentina para jugar nuevamente con Argentinos Juniors. Allí estuvo alrededor de un año y disputó un total de 12 partidos. 
En el segundo semestre de 2018 fue fichado por el Cerro Porteño de Paraguay, uno de los equipos grandes en ese país. Su inicio en el club azulgrana no fue fácil, ya que solo disputó 2 partidos y una lesión lo tuvo apartado de las canchas por varios meses. Sin embargo, en 2019 regresó a las canchas y se consolidó como un hombre importante en el 11 titular, disputando 24 partidos en ese año.
En la temporada 2020-21 se marchó cedido al Pafos chipriota, que al final de la temporada no ejerció la opción de compra. Finalmente acabó fichando por el Riga F. C. para la temporada 2021-22, aunque a mitad de la misma regresó al Chipre para jugar en el Doxa Katokopias.

### Deportes Tolima
En julio de 2022 fue contratado por el equipo de su tierra en donde representó los colores vinotinto y oro, en enero del 2023 terminó el contrato en común acuerdo con el equipo.

## Selección nacional
Fue internacional con la selección de Colombia sub-17 en la Copa Mundial Sub-17 de 2009 disputada en Nigeria donde lograron el cuarto puesto al ser eliminados en las semifinales del certamen. 

### Participaciones en Copas del Mundo
| Mundial                     | Sede    | Resultado    | Partidos | Goles |
| --------------------------- | ------- | ------------ | -------- | ----- |
| Copa Mundial Sub-17 de 2009 | Nigeria | Cuarto lugar | 6        | 0     |

## Estadísticas
| Club                              | Temporada           | Liga  | Liga  | Copa nacional | Copa nacional | Copa internacional | Copa internacional | Total | Total |
| Club                              | Temporada           | Part. | Goles | Part.         | Goles         | Part.              | Goles              | Part. | Goles |
| --------------------------------- | ------------------- | ----- | ----- | ------------- | ------------- | ------------------ | ------------------ | ----- | ----- |
| Envigado FC · Colombia            | 2009                | 2     | 0     | 0             | 0             | -                  | -                  | 2     | 0     |
| Envigado FC · Colombia            | 2010                | 1     | 0     | 0             | 0             | -                  | -                  | 1     | 0     |
| Envigado FC · Colombia            | 2011                | 4     | 0     | 0             | 0             | -                  | -                  | 4     | 0     |
| Envigado FC · Colombia            | 2012                | 0     | 0     | 4             | 0             | -                  | -                  | 4     | 0     |
| Envigado FC · Colombia            | 2013                | 7     | 0     | 10            | 0             | -                  | -                  | 17    | 0     |
| Envigado FC · Colombia            | 2014                | 22    | 0     | 2             | 0             | -                  | -                  | 24    | 0     |
| Envigado FC · Colombia            | 2015                | 19    | 1     | 2             | 0             | -                  | -                  | 21    | 1     |
| Envigado FC · Colombia            | Total               | 55    | 1     | 18            | 0             | 0                  | 0                  | 73    | 1     |
| Independiente Medellín · Colombia | 2016                | 33    | 0     | 4             | 0             | 4                  | 0                  | 41    | 0     |
| Independiente Medellín · Colombia | 2017                | 12    | 0     | 0             | 0             | 7                  | 0                  | 19    | 0     |
| Independiente Medellín · Colombia | Total               | 45    | 0     | 4             | 0             | 11                 | 0                  | 60    | 0     |
| Argentinos Juniors Argentina      | 2010                | 1     | 0     | -             | -             | -                  | -                  | 1     | 0     |
| Argentinos Juniors Argentina      | 2017-18             | 11    | 0     | 1             | 0             | -                  | -                  | 12    | 0     |
| Argentinos Juniors Argentina      | Total               | 12    | 0     | 1             | 0             | 0                  | 0                  | 13    | 0     |
| Cerro Porteño Paraguay            | 2018                | 2     | 0     | -             | -             | -                  | -                  | 2     | 0     |
| Cerro Porteño Paraguay            | 2019                | 19    | 0     | -             | -             | 5                  | 0                  | 24    | 0     |
| Cerro Porteño Paraguay            | 2020                | 4     | 0     | -             | -             | 1                  | 0                  | 5     | 0     |
| Cerro Porteño Paraguay            | Total               | 25    | 0     | -             | -             | 6                  | 0                  | 31    | 0     |
| Pafos Chipre                      | 2020-21             | 36    | 2     | 1             | 0             | -                  | -                  | 37    | 2     |
| Pafos Chipre                      | Total               | 36    | 2     | 1             | 0             | 0                  | 0                  | 37    | 2     |
| Riga Letonia                      | 2021                | 7     | 0     | 1             | 1             | 6                  | 0                  | 14    | 1     |
| Riga Letonia                      | Total               | 7     | 0     | 1             | 1             | 6                  | 0                  | 14    | 1     |
| Doxa Katokopias Chipre            | 2022                | 11    | 0     | 2             | 0             | 0                  | 0                  | 13    | 0     |
| Doxa Katokopias Chipre            | Total               | 11    | 0     | 2             | 0             | 0                  | 0                  | 13    | 0     |
| Deportes Tolima · Colombia        | 2022                | 0     | 0     | 0             | 0             | 0                  | 0                  | 0     | 0     |
| Deportes Tolima · Colombia        | Total               | 0     | 0     | 0             | 0             | 0                  | 0                  | 0     | 0     |
| Total en su carrera               | Total en su carrera | 191   | 3     | 27            | 1             | 23                 | 0                  | 241   | 4     |

### En selección
| Selección | Año   | Partidos | Goles |
| --------- | ----- | -------- | ----- |
| Sub-17    | 2009  | 13       | 1     |
| Sub-20    | 2011  | 7        | 0     |
| Total     | Total | 20       | 0     |

## Palmarés

### Títulos nacionales
| Título              | Club                   | País     | Torneo        |
| ------------------- | ---------------------- | -------- | ------------- |
| Categoría Primera A | Independiente Medellín | Colombia | Apertura 2016 |